# Sileo S18
A Sileo S18 a német-török Sileo buszgyártó tizennyolc méter hosszú, tisztán elektromos, akkumulátoros, alacsonypadlós csuklós busztípusa. A bemutatóra 2015 júniusában került sor a milánói UITP-ben.

## Technológia és felszerelés
A hajtás két elektromos portáltengelyen keresztül történik, mindegyik két vízhűtéses aszinkron motorral (egyenként 120 db kW) a ZF Friedrichshafen szállítótól (ZF AVE 130). Az első tengely (ZF RL 82 EC Rigid Portal) és a kormányrendszer (ZF 8098 Servocom) is a ZF-től származik.
A vonóakkumulátor a jármű tetőszerkezetében kapott helyet, alapfelszereltségként 300 kWh kapacitású lítium-vas-foszfát akkumulátort használnak. A gyártó szerint ez több mint 300 km-es hatótávolságot tesz lehetővé. Az akkumulátor 474 különálló felügyelt és szabályozott cellából áll. Gyárilag 64 kW/125 A-es töltő kapható.
A busz három utasoldali duplaajtóval rendelkezik.

## Helyszínek
A helyi tömegközlekedésben új járműkoncepciók tesztelésének részeként a járművet több közlekedési vállalat (többek között... a. Bonnban és Aachenben).

### Aachen
Egy Európa-szerte kiírt pályázat szerint 2016 végétől 2018-ig 13 darab Sileo S18 típusú csuklós buszt kellett átadni az aacheni villamos- és energiaszolgáltató társaságnak (ASEAG). Az első csuklós buszt 2017. január elején adták át, és kezdetben tesztvezetésekre és sofőrképzésre használják majd. Az autóbuszt a 33-as és a 73-as vonalon kívánják használni, amelyeket eredetileg 2018-ra terveztek teljesen elektromos buszokra alakítani. A szállítási problémák miatt azonban egyelőre nem szállítottak további járműveket. A leszállított jármű megbízhatósága is erősen korlátozott.

### Bremen
2016. szeptember 12-én egy Sileo S18-ast szállítottak a Bremer Straßenbahn AG -hoz (BSAG), amely megkapta az autó számát. 4997. A jármű szeptember 20. és 23. között a berlini InnoTransban volt. A vásár után a Sileo visszament a salzgitteri gyártóhoz beállítási munkákat végezni, majd a Sileo S18 visszakerült Brémába.

### Fulda
A RhönEnergie Fulda GmbH 2018. október elején helyezte üzembe az új generációs Sileo S18-at. A jármű korábban szeptemberben volt kiállítva az Innotransban. Ez Hesse első elektromos busza, és mostantól a 6-os vonalat fogja szolgálni Fuldában.

### Mainz
2019 októberében egy Sileo S18-at szállítottak a mainzi közlekedési vállalatnak . A buszt edzésekre és tesztvezetésekre használják majd. A menetrend szerinti járatra rendelt négy buszt 2020 áprilisában adták át.

### Neuss
Az új generációs Sileo S18-at 2018 novemberében helyezték üzembe Neussban, a Stadtwerke Neuss GmbH a 842-es vonalon fogja használni.

## Webes hivatkozások
- A gyártó Sileo weboldala
- A Sileo S18 műszaki adatai (PDF) Archiválva 2016. június 26-i dátummal a Wayback Machine-ben

## Fordítás
Ez a szócikk részben vagy egészben  a   Sileo S18 című német Wikipédia-szócikk ezen változatának fordításán alapul.  Az eredeti cikk szerkesztőit annak laptörténete sorolja fel. Ez a jelzés csupán a megfogalmazás eredetét és a szerzői jogokat jelzi, nem szolgál a cikkben szereplő információk forrásmegjelöléseként.